# 中国人民解放军陆军第二十七集团军炮兵旅
陆军第二十七集团军炮兵旅（英語：Artillery Brigade, 27th Army），是曾经中国人民解放军陆军第二十七集团军下属的炮兵旅，2017年跟随集团军一同被裁撤。

## 历史概述
该旅前身为炮兵第十六师。1969年10月30日决定，北京军区炮兵负责组建炮兵第十六师，下辖：

- 炮兵第六十一团（装备54式122毫米榴弹炮、驻地平遥）
- 炮兵第六十二团（装备54式122毫米榴弹炮、驻地汾阳）
- 炮兵第六十三团（装备60式122毫米加农炮、驻地孝义）
- 炮兵第六十四团（驻地灵石）
- 炮兵第二一二团（驻地介休）。

1985年7月，炮兵第16师师部、师直、第62、第63团、63军炮兵团(各欠1个营)和第212团2营整编为陆军第六十三集团军炮兵旅，下辖152加榴炮2个营、130加农炮3个营、122火箭炮营和100滑膛炮营各1个及汽车营1个．直属连队5个。全旅员额为2441人。旅部驻山西省孝义县。
2003年，第六十三集团军撤编，炮兵旅转隶陆军第二十七集团军为炮兵旅，原二十七集团军炮兵旅撤销。2017年，跟随二十七集团军一同被裁撤。

## 沿革
- 炮兵第十六师——（1969年10月30日-1985年7月）
- 陆军第六十三集团军炮兵旅——（1985年7月-2003年11月）
- 陆军第二十七集团军炮兵旅——（2003年11月-2017年4月）